# Олдгейт (станція метро)
51°30′50″ пн. ш. 0°04′34″ зх. д. / 51.514° пн. ш. 0.076° зх. д.

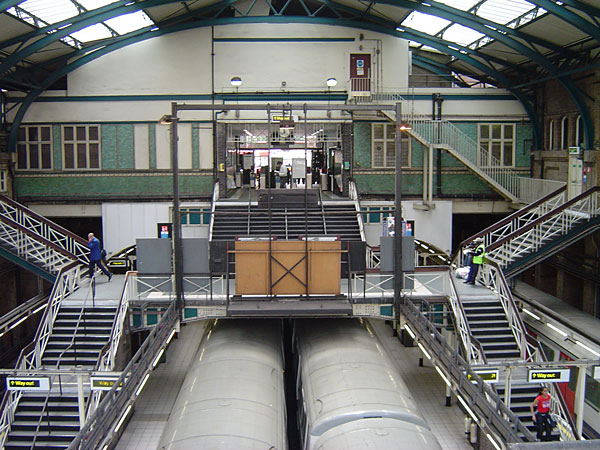
Платформа метростанції Олдгейт, Кільцева лінія

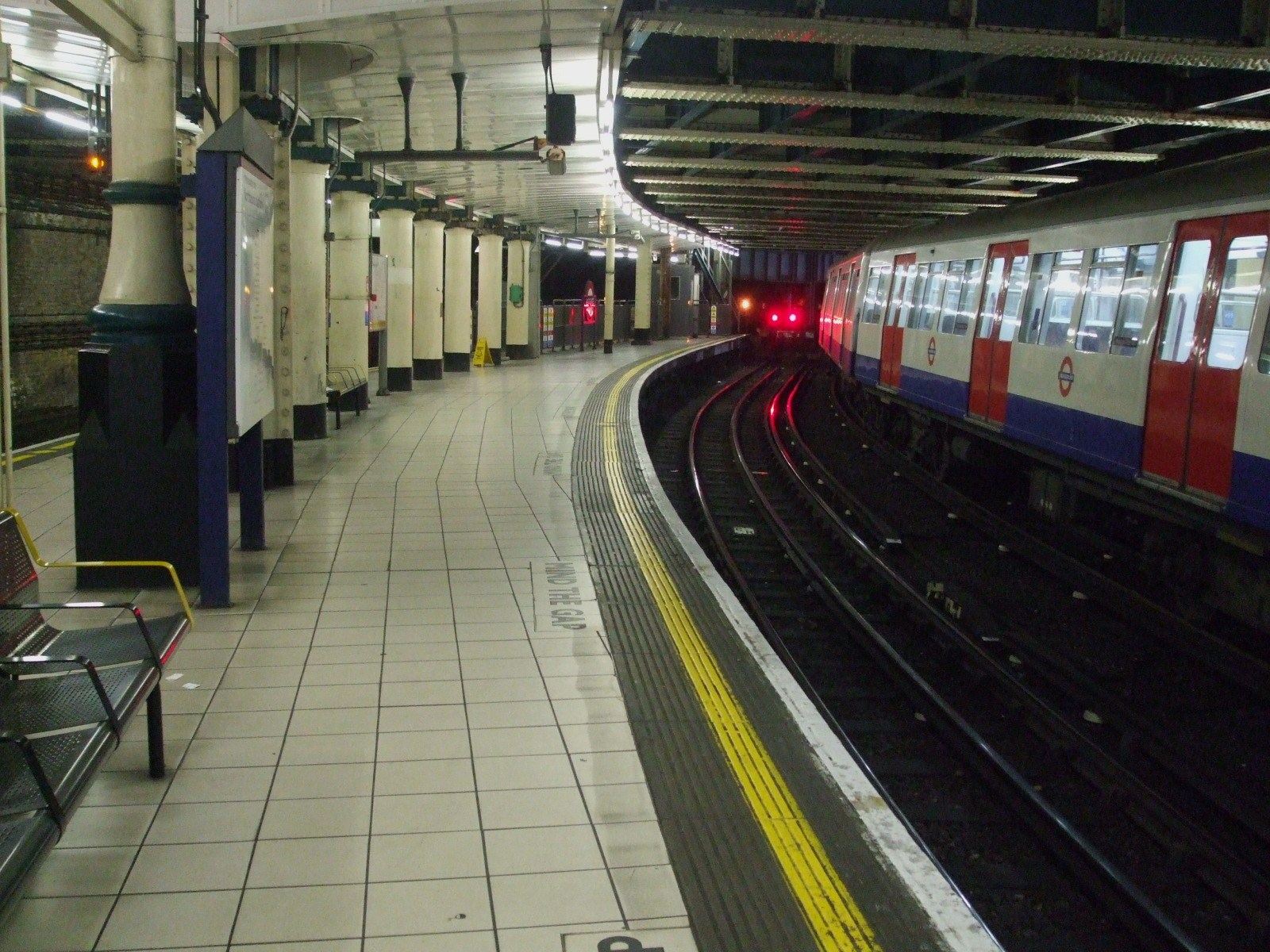
Платформа метростанції Метрополітен, Кільцева лінія

Олдгейт (англ. Aldgate) — станція Лондонського метро, розташована у Портсокен, у кроковій досяжності до Олдгейту, Лондонське Сіті, на Кільцевій лінії між станціями Тауер-Гілл та Ліверпуль-стріт та є східною кінцевою станцією лінії Метрополітен. Станція розташована у 1-й тарифній зоні. Пасажирообіг на 2017 рік — 8.85 млн. осіб.

## Історія
Станція Олдгейт була відкрита 18 листопада 1876 року у складі Кільцевої лінії . В 1941 році відкрито платформи лінії Метрополітен.

## Пересадки
Пересадки на автобуси маршрутів: 25, 40, 42, 67, 78, 100, 115, 135, 205, 254 та нічних маршрутів: N205, N253, N550 and N551..
У кроковій досяжності знаходиться станція Доклендського легкого метро — Тауер-Гейтвей.

## Послуги
| Попередня станція | Лінія | Лінія                           | Лінія | Наступна станція |
| ----------------- | ----- | ------------------------------- | ----- | ---------------- |
| Ліверпуль-стріт   |       | Лондонське метро Кільцева лінія |       | Тауер-гілл       |
| Ліверпуль-стріт   |       | Лондонське метро Метрополітен   |       | Кінцева          |